# 克勒旺
克勒旺（法語：Crevant，法語發音：[kʁəvɑ̃]）是法国安德尔省的一个市镇，位于该省东南部，属于拉沙特尔区。

## 地理
克勒旺（46°29'11"N, 1°56'48"E）面积36.54 平方千米，位于法国中央-卢瓦尔河谷大区安德尔省，该省份为法国中部省份，北起卢瓦-谢尔省，西北接安德尔-卢瓦尔省，西南接维埃纳省，南至克勒兹省和上维埃纳省，东临谢尔省。
与克勒旺接壤的市镇（或旧市镇、城区）包括：拉福雷迪唐普勒、努济耶、沙西尼奥勒、沃夫尔河畔克罗宗、普利尼圣母镇。

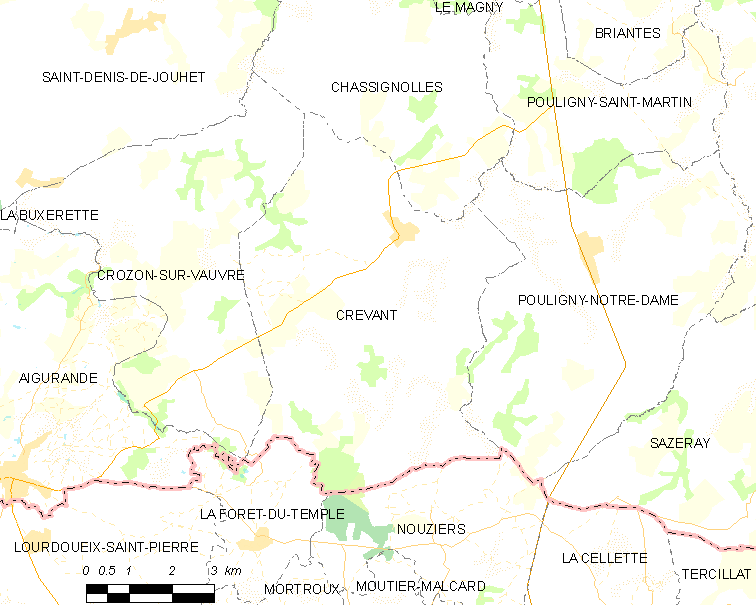
克勒旺的OSM定位图

克勒旺的时区为UTC+01:00、UTC+02:00（夏令时）。

## 行政
克勒旺的邮政编码为36140，INSEE市镇编码为36060。

## 政治
克勒旺所属的省级选区为讷维圣塞皮尔克县。

## 人口

1962-2008年间克勒旺人口变化图示

克勒旺于2022年1月1日时的人口数量为706人。